# Thelypteris littoralis
Thelypteris littoralis är en kärrbräkenväxtart som beskrevs av Salino. Thelypteris littoralis ingår i släktet Thelypteris och familjen Thelypteridaceae. Inga underarter finns listade.